# Formicivora rufa
Formicivora rufa là một loài chim trong họ Thamnophilidae.